# Фрастор
Фрастор (на старогръцки: Φράστωρ, Phrastor) може да се отнася за:
В гръцката митология:
- Син на Едип и Йокаста и брат на Лаонит. Братята падат убити в битка против Ергин от Орхомен.[1]

- Син на Пеласг и Менипа, дъщеря на Пеней и баща на Аминтор и дядо на Тевтамид, цар на Лариса, и прапрадядо на Нанас.[2]

Други:
- Фрастор от Demos Aigilia e богат жител на Атина през 4 век пр.н.е.

На ок. 30 години той се жени между 358 и 353 пр.н.е. за Фано, дъщеря на реторика и политика Стефан в Атина. Тя му носи зестра от 3000 драхми. След една година брак той изхвърля Фано от къщата, заради нейния начин на живот. Тя била бременна по това време, но той не знаел това. Неговият тъст иска зестрата обратно и понеже той не е съгласен го съди.
Фрастор е известен с речта си в процеса против хетерата Неайра, любимата на Стефан, представяни от Аполодор (политик от Атина) между 343 и 340 пр.н.е. Фрастор се разболява и двете жени се грижат за него. Разбрал, че Фано е дъщеря на Неайра. Тъстът му се отказал да му се върнат парите, а Фрастор признал сина си, оздравял и се оженил за друга атинянка. 